# 劇場版 プリティーリズム・オールスターセレクション プリズムショー☆ベストテン
『劇場版 プリティーリズム・オールスターセレクション プリズムショー☆ベストテン』（げきじょうばん プリティーリズム・オールスターセレクション プリズムショー ベストテン）は、2014年3月8日に公開されたプリティーリズムシリーズのアニメ映画。

## 概要
プリティーリズムシリーズ初の劇場作品で、『プリティーリズム・オーロラドリーム』、『プリティーリズム・ディアマイフューチャー』、『プリティーリズム・レインボーライブ』のプリズムショー10曲をランキング形式で紹介する新作パートを含む再編集映画。
一部上映館ではPrizmmy☆のミニライブも開催（みあはインフルエンザで欠席）、3月16日の横浜ブルク13では観客もライブのように盛り上がりながら観覧できる熱唱上映も開催。入場者特典のレアストーンプレゼントのほか、各初日挨拶&ライブではプレゼントストーンも配布される。
キャッチコピーは「全国の女の子たちのあこがれプリズムスターが大集合!」。

## 登場人物
- ペンギン先生 - 声：三宅健太
- モモ - 声：神代知衣
- 赤井めが姉ぇ - 声：伊藤かな恵
- 山田山夫 - 声：三宅健太

『プリティーリズム・オーロラドリーム』より
- 春音あいら - 声：阿澄佳奈
- 天宮りずむ - 声：原紗友里
- 高峰みおん - 声：榎あづさ
- 城之内セレナ - 声：米澤円
- 藤堂かのん - 声：明坂聡美
- 久里須かなめ - 声：伊藤かな恵
- ネコチ - 声：くまいもとこ
- ショウ - 声：近藤隆

『プリティーリズム・ディアマイフューチャー』より
- 上葉みあ - 声：大久保瑠美
- 深山れいな - 声：高森奈津美
- 志々美かりん - 声：津田美波
- 大瑠璃あやみ - 声：佐倉綾音
- ヘイン - 声：伊藤かな恵
- ソミン - 声：三宅麻理恵
- シユン - 声：金香里
- チェギョン - 声：明坂聡美
- ジェウン - 声：米澤円

『プリティーリズム・レインボーライブ』より
- 彩瀬なる - 声：加藤英美里
- 涼野いと - 声：小松未可子
- 福原あん - 声：芹澤優
- 蓮城寺べる - 声：戸松遥
- 小鳥遊おとは - 声：後藤沙緒里
- 森園わかな - 声：内田真礼
- りんね - 声：佐倉綾音
- 天羽ジュネ - 声：宍戸留美
- 神浜コウジ - 声：柿原徹也
- 速水ヒロ - 声：前野智昭

『プリパラ』より
- 真中らぁら - 声：茜屋日海夏

## スタッフ
- 原作 - タカラトミーアーツ、シンソフィア
- 総監督 - 菱田正和
- 総合演出 - 依田伸隆
- 脚本 - 赤尾でこ
- 制作 - タツノコプロ、10GAUGE
- 配給 - 松竹
- 製作協力 - タカラトミーアーツ、タツノコプロ、テレビ東京、アサツー ディ・ケイ、小学館、同友、シンソフィア、ビビッド・ジャム、タカラトミー、ソノコン、ちゃお、ぷっちぐみ
- 協賛 - タカラトミーアーツ
- 製作 - エイベックス・エンタテインメント
- 宣伝 - エイベックス・エンタテインメント、松竹

## 使用楽曲
「You May Dream」
作詞 - 池畑伸人 / 作曲・編曲 - 長岡成貢 / 歌 - プリティーリズムオールスターズ
「Gift」
作詞 - 三重野瞳 / 作曲・編曲 - 斉藤恒芳 / 歌 - りんね（CV.佐倉綾音）
「Dream Goes On」
作詞 - 池畑伸人 / 作曲・編曲 - 長岡成貢 / 歌 - 春音あいら（CV.阿澄佳奈）
「どしゃぶりHAPPY!」
作詞 - 三重野瞳 / 作曲・編曲 - 山原一浩 / 歌 - ハッピーレイン♪（CV.加藤英美里・小松未可子・芹澤優）
「Que sera」
作詞 - 三重野瞳 / 作曲・編曲 - 山原一浩 / 歌 - MARs（CV.阿澄佳奈・原紗友里・片岡あづさ）
「Dear My Future 〜未来の自分へ〜」
作詞 - 池畑伸人 / 作曲・編曲 - 長岡成貢 / 歌 - Prizmmy☆
「ハート♥イロ♥トリドリ〜ム」
作詞 - 三重野瞳 / 作曲・編曲 - 山原一浩 / 歌 - 彩瀬なる（CV.加藤英美里）
「Mirage JET」
作詞 - 三重野瞳 / 作曲・編曲 - 山原一浩 / 歌 - Sprouts（CV.佐倉綾音・高森奈津美・米澤円）
「Rosette Nebula」
作詞 - 三重野瞳 / 作曲・編曲 - 山原一浩 / 歌 - ベルローズ（CV.戸松遥・後藤沙緒里・内田真礼）
「Hop! Step!! Jump!!!」
作詞 - 池畑伸人 / 作曲・編曲 - 長岡成貢 / 歌 - MARs あいら・りずむ・みおん（CV.阿澄佳奈・原紗友里・片岡あづさ）